# Michel Fourniret

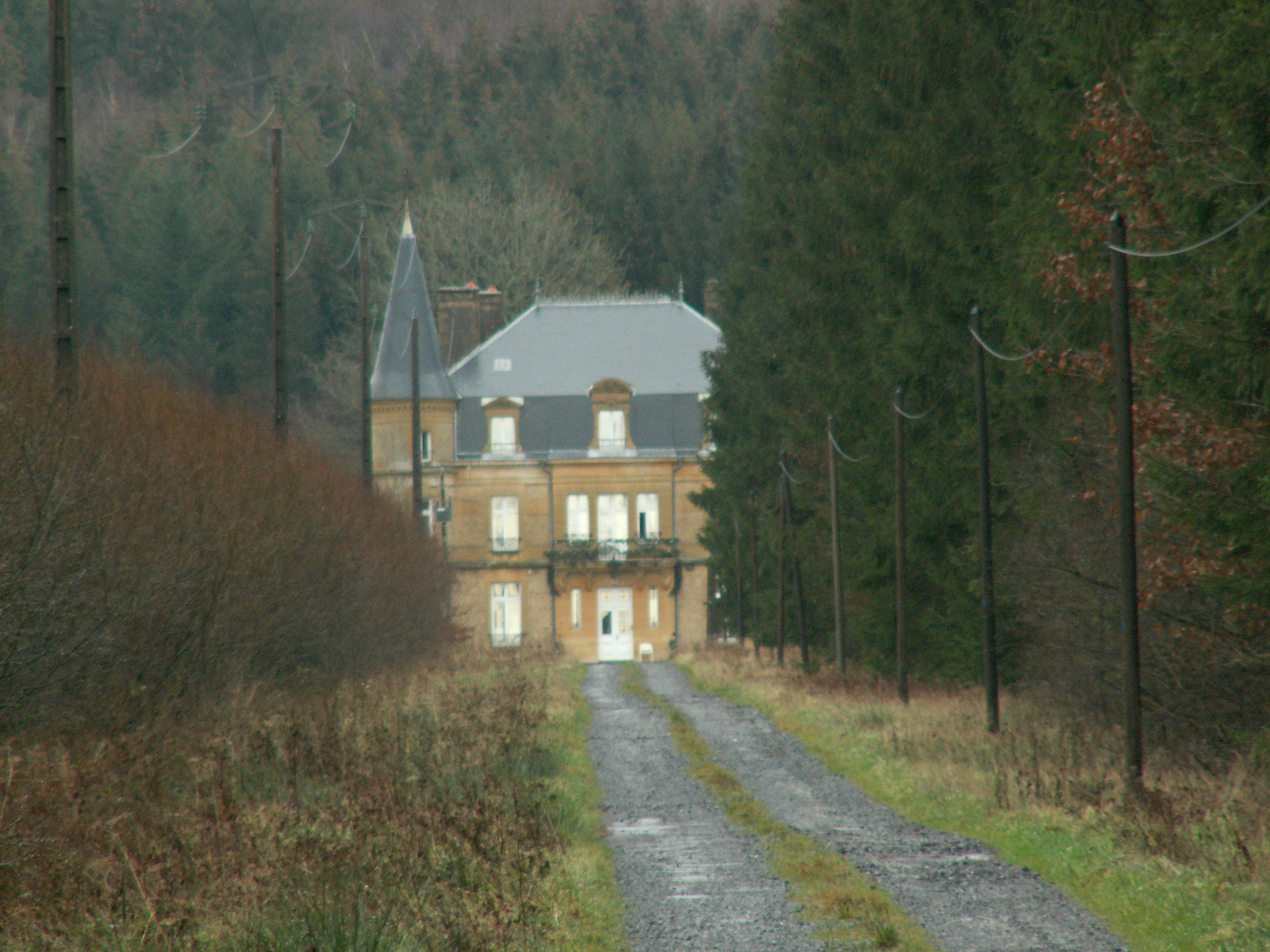
Het kasteel van Fourniret (Château du Sautou) in het Noord-Franse Donchery, waar hij minstens twee slachtoffers heeft begraven.

Michel Fourniret (Sedan, 4 april 1942 – Parijs, 10 mei 2021), bijgenaamd Het monster van de Ardennen, was een Franse seriemoordenaar. Op 28 mei 2008 kreeg hij een levenslange gevangenisstraf voor de moord op Fabienne Leroy, Isabelle Laville, Elisabeth Brichet, Farida Hammiche, Jeanne-Marie Desramault, Natacha Danais, Manaya Thumpong, Lydie Logé en Celine Saison. Hij werd daarnaast verdacht van de moord op Joanna Parish, Estelle Mouzin en Marie-Angèle Domèce.  Zijn vrouw Monique Olivier (Tours, 31 oktober 1948) kreeg als medeplichtige eveneens levenslang, met mogelijke vervroegde invrijheidstelling na 28 jaar.
Op 10 mei 2021 overleed Fourniret op 79-jarige leeftijd, nadat hij een dag eerder met ademhalingsproblemen naar het Hôpital de la Salpêtrière in Parijs was overgebracht.

## Criminele achtergrond
Fourniret werd in 1966 veroordeeld voor voyeurisme en geweldsmisdrijven, in 1973 kreeg hij voor dezelfde vergrijpen gevangenisstraf en in 1987 moest hij naar de gevangenis vanwege de verkrachting van een minderjarig meisje, maar werd na enige maanden reeds vrijgelaten.

## Seriemoorden
Fourniret vermoordde een groot aantal meisjes en vrouwen. De meeste slachtoffers begroef hij in de Ardennen. De lijst van de reeds bekende slachtoffers:
|  | #  | Slachtoffer             | Leeftijd | Verdwenen                                    | Lichaam gevonden                   |
|  | -- | ----------------------- | -------- | -------------------------------------------- | ---------------------------------- |
|  | 1  | Isabelle Laville        | 17       | 11 december 1987 Auxerre                     | 11 juli 2006 Bussy-en-Othe         |
|  | 2  | Farida Hammiche         | 30       | 12 april 1988 Vitry-sur-Seine                | Niet gevonden                      |
|  | 3  | Marie-Angèle Domèce     | 18       | 8 juli 1988 Auxerre                          | Niet gevonden                      |
|  | 4  | Fabienne Leroy          | 20       | 3 augustus 1988 Châlons-sur-Marne            | 4 augustus 1988 Mourmelon-le-Grand |
|  | 5  | Jeanne-Marie Desramault | 19       | 18 maart 1989 Charleville-Mézières           | 3 juli 2004 Donchery               |
|  | 6  | Elisabeth Brichet       | 12       | 20 december 1989 Saint-Servais               | 3 juli 2004 Donchery               |
|  | 7  | Joanna Parrish          | 20       | 16 mei 1990 Auxerre                          | 17 mei 1990 Monéteau               |
|  | 8  | Natacha Danais          | 13       | 21 november 1990 Rezé                        | 24 november 1990 Brem-sur-Mer      |
|  | 9  | Lydie Logé              | 29       | 18 december 1993 Saint-Christophe-le-Jajolet | Niet gevonden                      |
|  | 10 | Céline Saison           | 18       | 16 mei 2000 Charleville-Mézières             | 22 juli 2000 Vresse-sur-Semois     |
|  | 11 | Mananya Thumpong        | 13       | 5 mei 2001 Sedan                             | 1 maart 2002 Paliseul              |
|  | 12 | Estelle Mouzin          | 9        | 9 januari 2003 Guermantes                    | Niet gevonden                      |
|  | 13 | Cécile Vallin           | 17       | 8 juni 1997 Saint-Jean-de-Maurienne          | Niet gevonden                      |

 Slachtoffers voor wier moord Fourniret veroordeeld was.
De omvang van Fournirets misdaden werd pas duidelijk nadat zijn vrouw Monique Olivier in juni 2004 de politie inlichtte. Zij was bang geworden, omdat Michelle Martin, de vrouw van moordenaar Marc Dutroux, kort daarvoor tot dertig jaar gevangenisstraf was veroordeeld. Fourniret zat op dat moment reeds een jaar vast, vanwege de mislukte ontvoering van een meisje. Geconfronteerd met de door zijn vrouw verschafte informatie bekende hij. Hij gaf te kennen dat hij zijn slachtoffers willekeurig oppikte en niet volgens een vooraf bedacht plan werkte.
Fourniret werd op 9 januari 2006 door België aan Frankrijk uitgeleverd. Op 11 juli 2006 vond de politie vlak bij de stad Auxerre de resten van waarschijnlijk het laatste vermiste slachtoffer van Fourniret, Isabelle Laville, die door hem in 1987 werd vermoord toen ze zeventien jaar oud was. Op 27 maart 2008 begon voor het Hof van Assisen in de Noord-Franse stad Charleville-Mézières de rechtszaak tegen hem en zijn vrouw. Op 28 mei kwamen de negen leden van de jury en de drie rechters tot hun oordeel en kregen hij en zijn vrouw levenslang opgelegd. De advocaat van Fourniret zei dat hij niet in hoger beroep zal gaan. Op 4 oktober 2008 werd bekendgemaakt dat het echtpaar Fourniret ging scheiden. Op 2 juli 2010 werd de scheiding uitgesproken door de rechtbank van Charleville-Mézières.
In februari 2018 bekende Fourniret nog twee moorden die hij pleegde in Auxerre: in juli 1988 op Marie-Angèle Domèce, een achttienjarig meisje en in mei 1990 op de twintigjarige Britse studente Joanna Parrish. Op 6 maart 2020 bekende Fourniret de moord op Estelle Mouzin. Fourniret kwam al langer in beeld als mogelijke verdachte van de verdwijning en moord op Estelle Mouzin, maar die verdenkingen konden nooit hard gemaakt worden, onder meer, omdat de seriemoordenaar zich op de dag van de feiten op een andere plaats zou hebben bevonden. Maar in november 2019 bekende zijn ex-vrouw dat ze Fourniret een alibi bezorgde en werd de seriemoordenaar in beschuldiging gesteld.
Zijn ex-echtgenote zou de speurders ook nog verteld hebben over de betrokkenheid van Fourniret bij de verdwijning en moord op een onbekend meisje in 1997.  Mogelijk zou het gaan om Cécile Vallin.

## In de media
- Fourniret: seriemoordenaar, Guy Van Gestel